# Idir Ouali
Idir Ouali (Roubaix, 21 mei 1988) is een Frans-Algerijnse voetballer die bij Hatayspor speelt sinds 2019. Hij meet 1m76 en weegt 67 kg. Eerder speelde hij bij Scor Roubaix, Hommelet Roubaix, Excelsior Moeskroen, Le Mans UC, SC Paderborn 07 en KV Kortrijk.
In mei 2013 was hij reserve bij twee wk-kwalificatiewedstrijden van het Algerijns voetbalelftal.

## Spelerscarrière[2]
| Seizoen | Club                | Land      | Competitie         | Wed. | Goals |
| ------- | ------------------- | --------- | ------------------ | ---- | ----- |
| 2006/07 | Excelsior Moeskroen | België    | Jupiler Pro League | 1    | 0     |
| 2007/08 | Excelsior Moeskroen | België    | Jupiler Pro League | 9    | 5     |
| 2008/09 | Excelsior Moeskroen | België    | Jupiler Pro League | 32   | 6     |
| 2009/10 | Excelsior Moeskroen | België    | Jupiler Pro League | 14   | 0     |
| 2009/10 | Le Mans UC          | Frankrijk | Ligue 1            | 10   | 1     |
| 2010/11 | Le Mans UC          | Frankrijk | Ligue 2            | 19   | 1     |
| 2011/12 | Le Mans UC          | Frankrijk | Ligue 2            | 35   | 9     |
| 2012/13 | Dynamo Dresden      | Duitsland | 2.Bundesliga       | 32   | 5     |
| 2013/14 | Dynamo Dresden      | Duitsland | 2.Bundesliga       | 32   | 3     |
| 2014/15 | SC Paderborn 07     | Duitsland | Bundesliga         | 6    | 0     |
| 2015/16 | SC Paderborn 07     | Duitsland | 2.Bundesliga       | 13   | 0     |
| 2016/17 | KV Kortrijk         | België    | Jupiler Pro Leage  | 33   | 3     |
| 2017/18 | KV Kortrijk         | België    | Jupiler Pro Leage  | 28   | 6     |
| 2018/19 | KV Kortrijk         | België    | Jupiler Pro Leage  | 22   | 3     |
| 2019/20 | Hatayspor           | Turkije   | TFF 1. Lig         | 0    | 0     |
| Totaal  | Totaal              | Totaal    | Totaal             | 286  | 42    |

*Bijgewerkt tot en met 31 juli 2016